# Rolls-Royce Trent 700
Rolls-Royce Trent 700 là một động cơ máy bay Turbofan, phát triển từ chương trình RB211, và là động cơ thứ hai của loạt động cơ Trent.

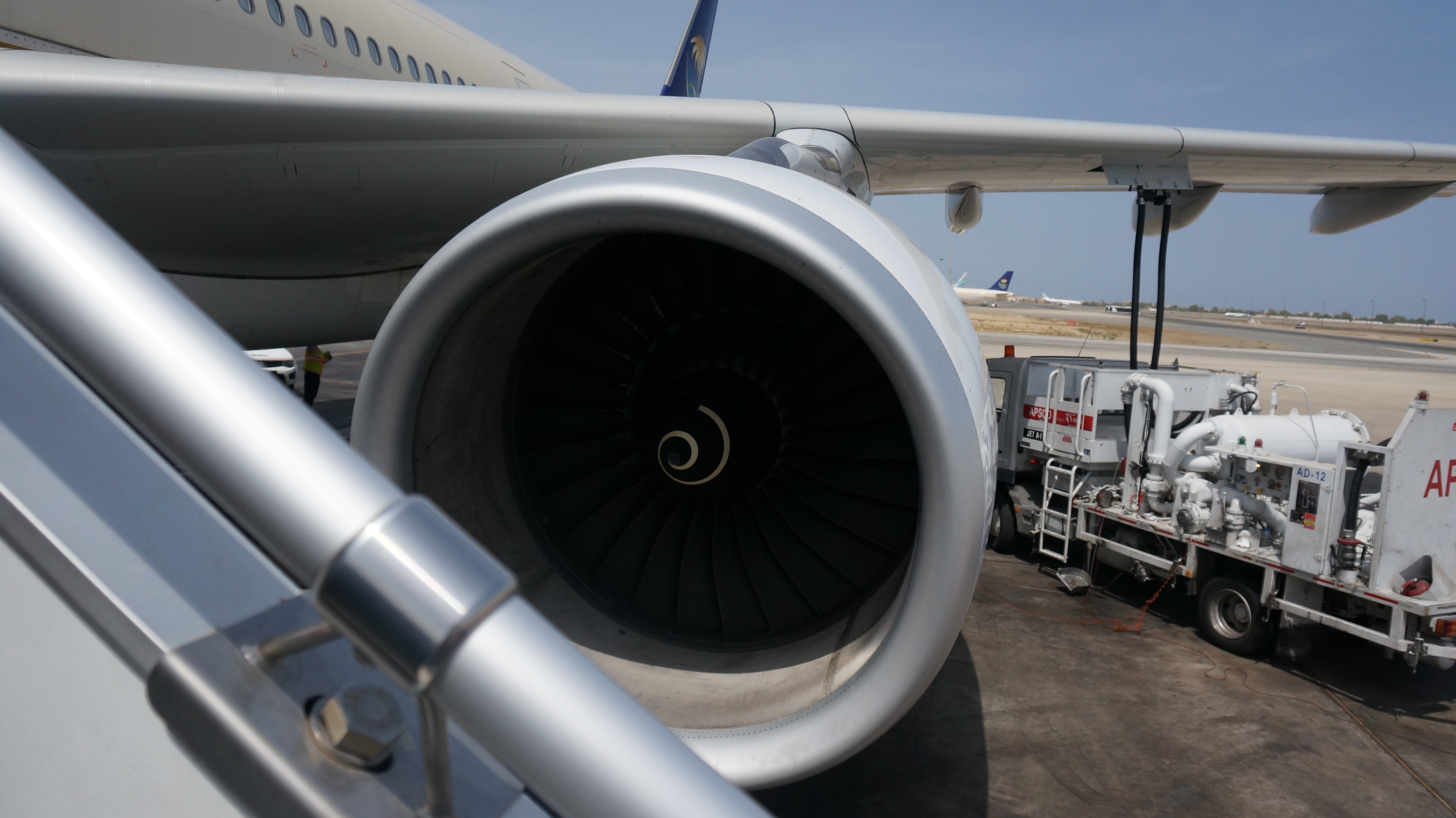
Rolls Royce Trent 700 trên chiếc Saudia Airbus A330-300